# Castlecove
Castlecove is een plaats in het Ierse graafschap Kerry.

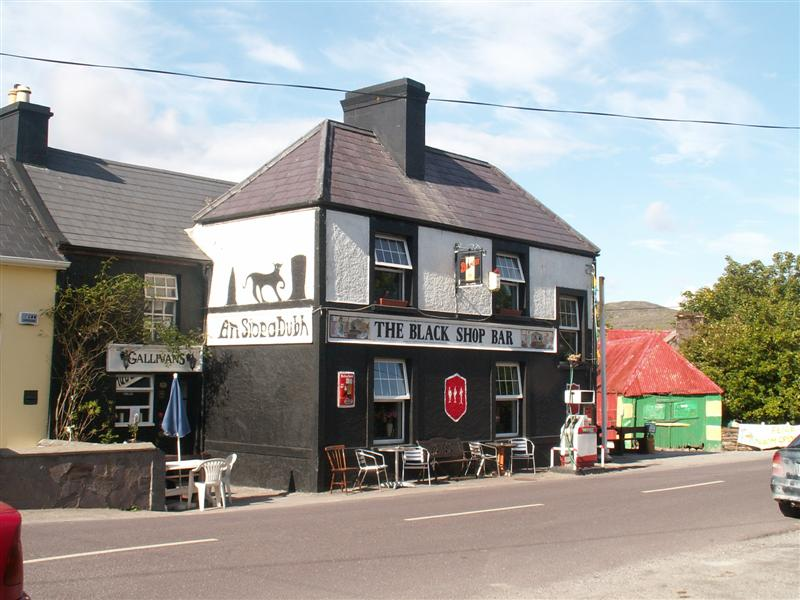
The Black Shop